# Gare d'Aubagne
La gare d'Aubagne est une gare ferroviaire française de la ligne de Marseille-Saint-Charles à Vintimille (frontière), située à proximité du centre-ville d'Aubagne, dans le département des  Bouches-du-Rhône en région Provence-Alpes-Côte d'Azur.
Elle est mise en service en 1858 par la Compagnie des chemins de fer de Paris à Lyon et à la Méditerranée (PLM).
C'est une gare de la Société nationale des chemins de fer français (SNCF), desservie par des trains TER Provence-Alpes-Côte d'Azur.

## Situation ferroviaire
Établie à 101 mètres d'altitude, la gare d'Aubagne est située au point kilométrique 16,945 (PK) de la ligne de Marseille-Saint-Charles à Vintimille (frontière), entre les gares de La Penne-sur-Huveaune, dont elle était séparée par la gare fermée de Camp-Major, et de Cassis. C'est une gare de bifurcation avec la ligne d'Aubagne à La Barque.
La ligne de Marseille à Vintimille est électrifiée depuis la sortie de Marseille en courant alternatif 25 000 V, et est à double voie. En gare, les deux voies sont dédoublées, les deux voies centrales (voies B et C) étant entourées de deux quais qui les séparent des voies supplémentaires (voies A et D), de sorte que l'un des quais donne accès à deux voies direction Marseille, et l'autre à deux voies direction Toulon.
Depuis 2014 et l'ouverture de la troisième voie entre Aubagne et Marseille, un quai supplémentaire (avec butoir) est présent côté bâtiment voyageurs (voie E) afin de permettre le rebroussement des TER omnibus entre Marseille et Aubagne.
Le bâtiment voyageurs est situé côté centre-ville, couplé avec une gare routière réorganisée en 2014 lors de l'ouverture de la ligne T du tramway d'Aubagne. Cette gare routière accueille les bus des Lignes de l'agglo et les autocars du département (Cartreize).
À la sortie est de la gare se trouve un embranchement, amorce de la ligne d'Aubagne à La Barque. Cette ligne à voie unique desservait anciennement le bassin minier et industriel de Gréasque, et rejoignait à la Barque la ligne de Gardanne à Brignoles et Carnoules. Cette ligne a entièrement disparu au-delà de la Bouilladisse, mais est encore en état jusque-là, bien que mal entretenue et embroussaillée par endroits, et certains riverains, notamment de Roquevaire, en demandent la réouverture au trafic voyageurs. Cette réouverture est prévue pour 2024 dans le projet Val'Tram développé par l'ancienne communauté d'agglomération du pays d'Aubagne et de l'Étoile. Il s'agira d'un tram-train qui reliera Aubagne à la Bouilladisse par la voie de Valdonne.
La zone marchandises est d'étendue assez importante et comporte encore 7 voies, mais le trafic y est très faible.

## Histoire
Le rapport du conseil général des Bouches-du-Rhône du 25 juillet 1857 inscrit la gare d'Aubagne dans le projet définitif de la ligne de Marseille à Toulon concédée à la Compagnie des chemins de fer de Paris à Lyon et à la Méditerranée (PLM).

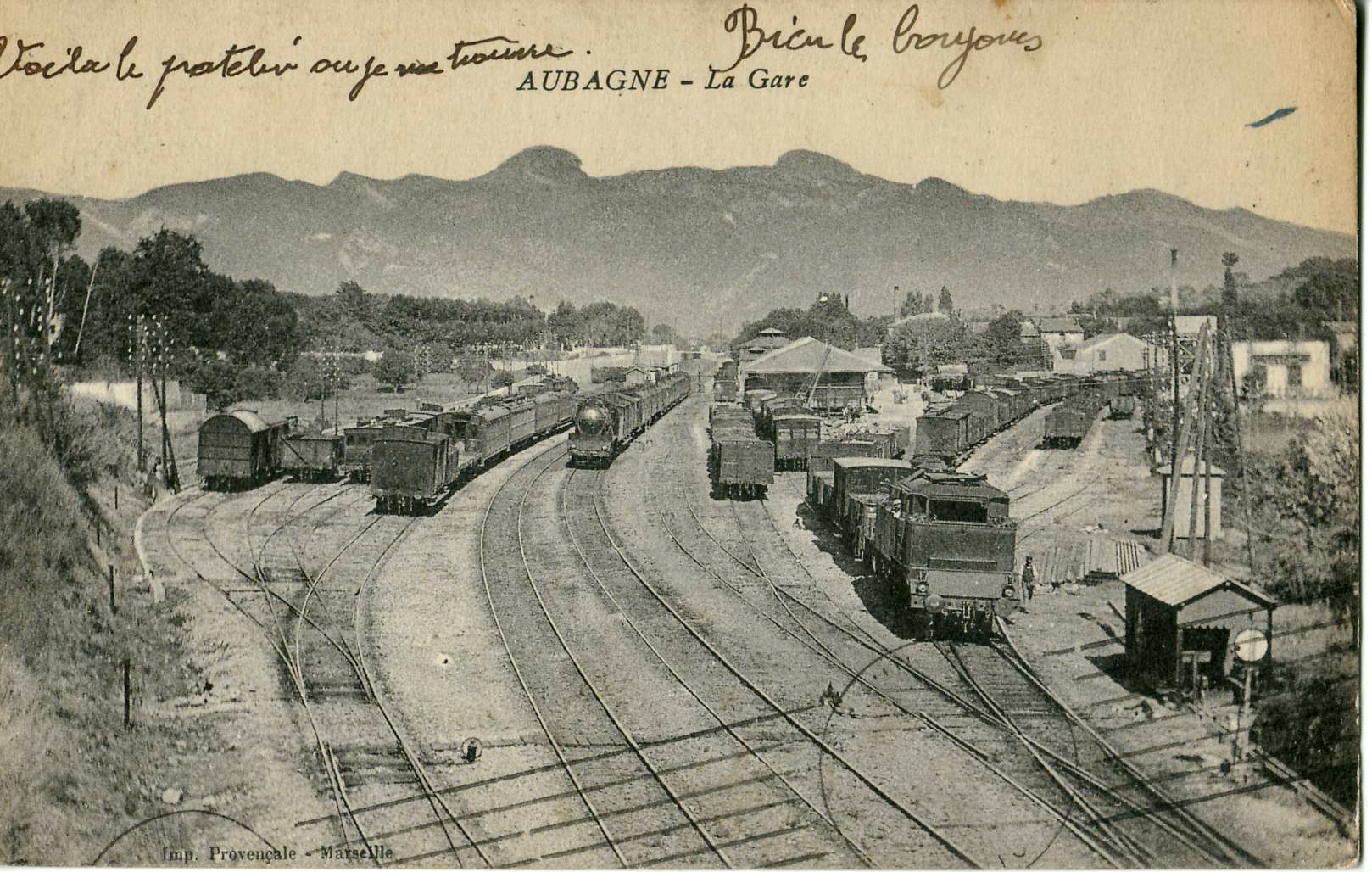
La gare dans les années 1910

L'ingénieur en chef du contrôle des travaux Guillaume indique qu'elle sera encadrée par les gares, ou stations, de Camp-Major et Cassis, et qu'elle bénéficie d'une bonne situation, sur la route départementale no 3, qui lui permet de desservir « Roquevaire, Auriol, les mines de Fuveau et toute la partie nord-ouest du département du Var ». La gare est mise en service le 20 octobre 1858, lors de l'ouverture de la section de Marseille à Aubagne. La section suivante, d'Aubagne à Toulon est mise en service le 28 mai 1859.
La construction de l'embranchement vers les mines de Fuveau est approuvée par décret impérial le 11 juin 1863. La ligne est ouverte entre Aubagne et Valdonne-Peypin le 27 janvier 1868. De construction plus difficile, le prolongement jusqu'à La Barque n'est ouvert que le 3 novembre 1904. La ligne d'Aubagne à La Barque accueille alors un service voyageurs ainsi qu'un trafic marchandises.
La gare d'Aubagne figure dans la nomenclature 1911 des gares, stations et haltes, de la Compagnie des chemins de fer de Paris à Lyon et à la Méditerranée, c'est une gare nommée Aubagne. Elle porte le no 20 de la section de Paris à Marseille et à Vintimille et le no 7 de la section de Aubagne à La Barque. C'est une station où il est possible d'expédier et recevoir du courrier privé, elle dispose des services complets de la grande vitesse (GV) et de la petite vitesse (PV).
Le 18 avril 1939, la desserte voyageurs entre Aubagne et La Barque est supprimée car non rentable face à la concurrence des autocars et le trafic marchandises est progressivement réduit puis supprimé sur certaines sections. Seules des navettes pour les mineurs sont rétablies après 1945.
En 1965, la ligne Marseille-Vintimille qui dessert Aubagne est électrifiée en 25 kV jusqu'aux Arcs.
En 1987, toute desserte vers Fuveau est supprimée et la ligne d'Aubagne à La Barque est fermée, sans pour autant être déclassée.
Au cours des années 2000, face à l'augmentation du trafic TER entre Marseille et Aubagne et au risque de saturation de la ligne par les TER, les Intercités et les TGV, la construction d'une troisième voie entre Marseille-Blancarde et Aubagne est décidée. Cette voie est affectée au transport régional omnibus. Les travaux commencent en 2009 et la gare fait l'objet de nombreux travaux de réaménagement. Ces travaux ont plusieurs impacts majeurs, notamment : création d'un quai supplémentaire et nouvelle voie, le rehaussement d'un quai, le déplacement du poste d'aiguillage, l'ajout d'ascenseurs.
La construction du tramway d'Aubagne dont la gare est le terminus entraîne un réaménagement de la gare routière et des accès à la gare. Les travaux sont terminés en 2014. Cependant le prolongement du tramway vers la Bouilladisse par la voie de Valdonne (Val'Tram) devrait entraîner de nouveaux travaux et de nouvelles modifications au niveau du parvis de la gare.

## Fréquentation
De 2015 à 2023, selon les estimations de la SNCF, la fréquentation annuelle de la gare s'élève aux nombres indiqués dans le tableau ci-dessous.
| Année                               | 2015    | 2016      | 2017      | 2018      | 2019      | 2020    | 2021      | 2022      | 2023      |
| ----------------------------------- | ------- | --------- | --------- | --------- | --------- | ------- | --------- | --------- | --------- |
| Nombre de voyageurs                 | 747 027 | 841 969   | 971 737   | 935 040   | 958 241   | 634 307 | 844 535   | 1 046 412 | 1 057 406 |
| Nombre de voyageurs + non voyageurs | 996 037 | 1 122 626 | 1 295 649 | 1 246 720 | 1 277 655 | 845 743 | 1 126 046 | 1 395 217 | 1 409 875 |

## Service des voyageurs

### Accueil
La gare SNCF d'Aubagne dispose d'un bâtiment voyageurs, avec guichets, ouvert tous les jours. Elle est également équipée d'automates pour l'achat de titres de transport, installés à l'extérieur et dans la salle d'attente et d'afficheurs légers dans la salle d'attente ainsi que sur chaque quai pour les prochains départs et informations conjoncturelles (travaux, perturbations…).
Le bâtiment de l'ancien buffet de la gare, situé sur le parvis, héberge des guichets d'informations sur les moyens de transport disponibles au pôle d'échange multimodal. Ce bâtiment, situé au niveau du terminus du tramway d'Aubagne devrait être détruit lors du prolongement de ce dernier.
Une passerelle équipée d'ascenseurs permet la traversée des voies et l'accès aux quais B, C et D et au parking situé au nord de la gare, de l'autre côté des voies marchandises.

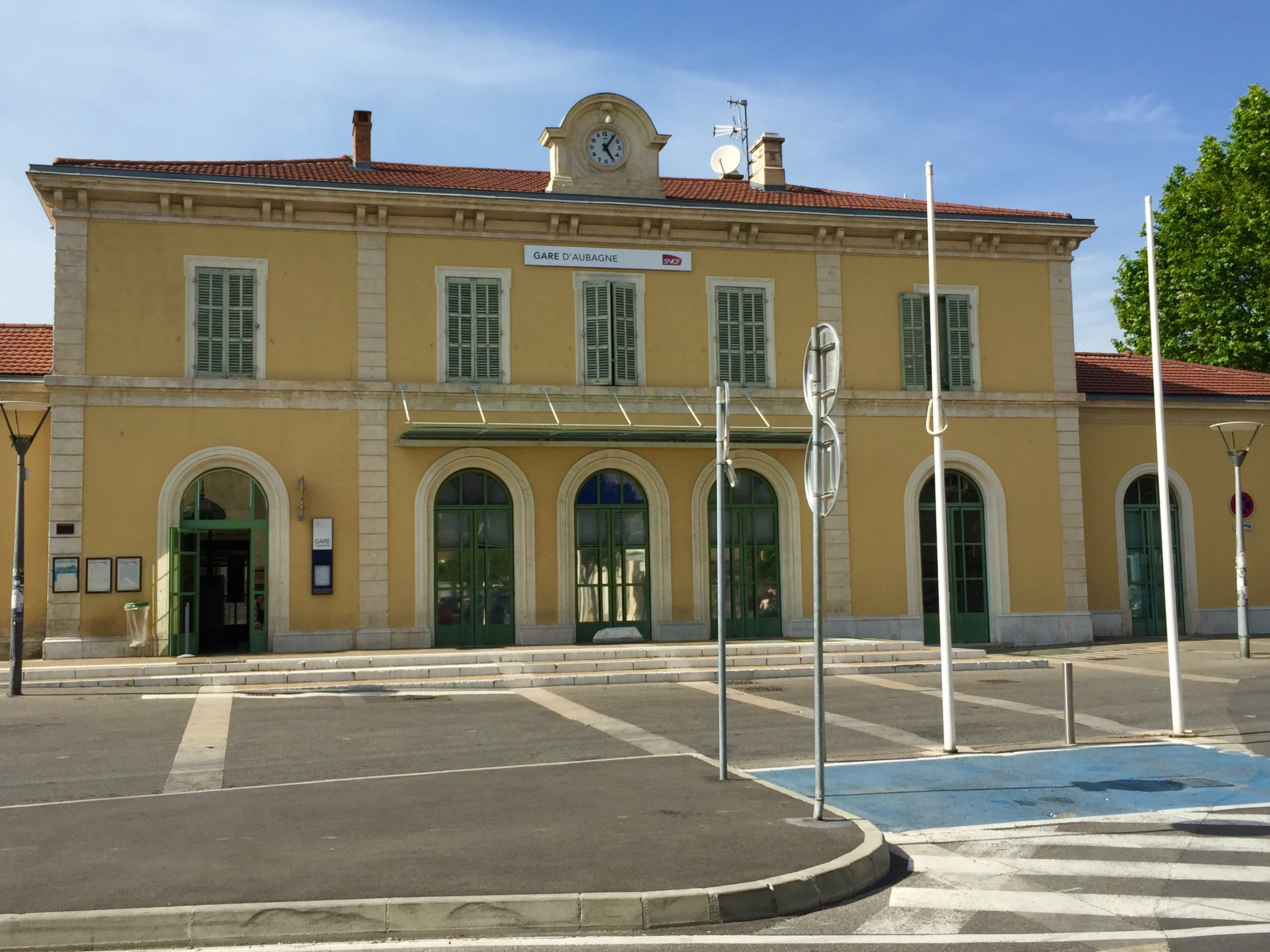
Bâtiment voyageurs vu depuis le parvis de la gare
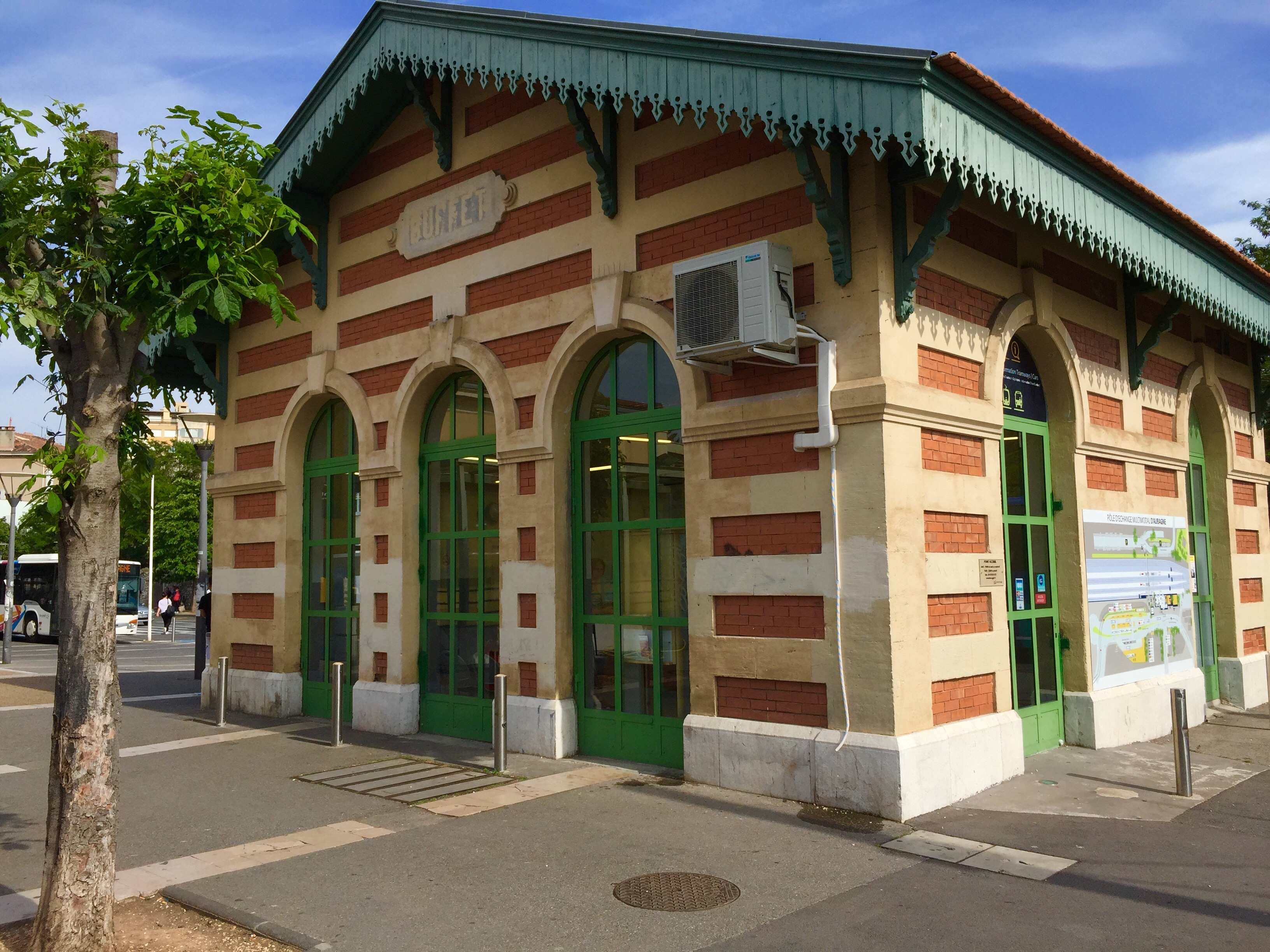
Ancien bâtiment du buffet
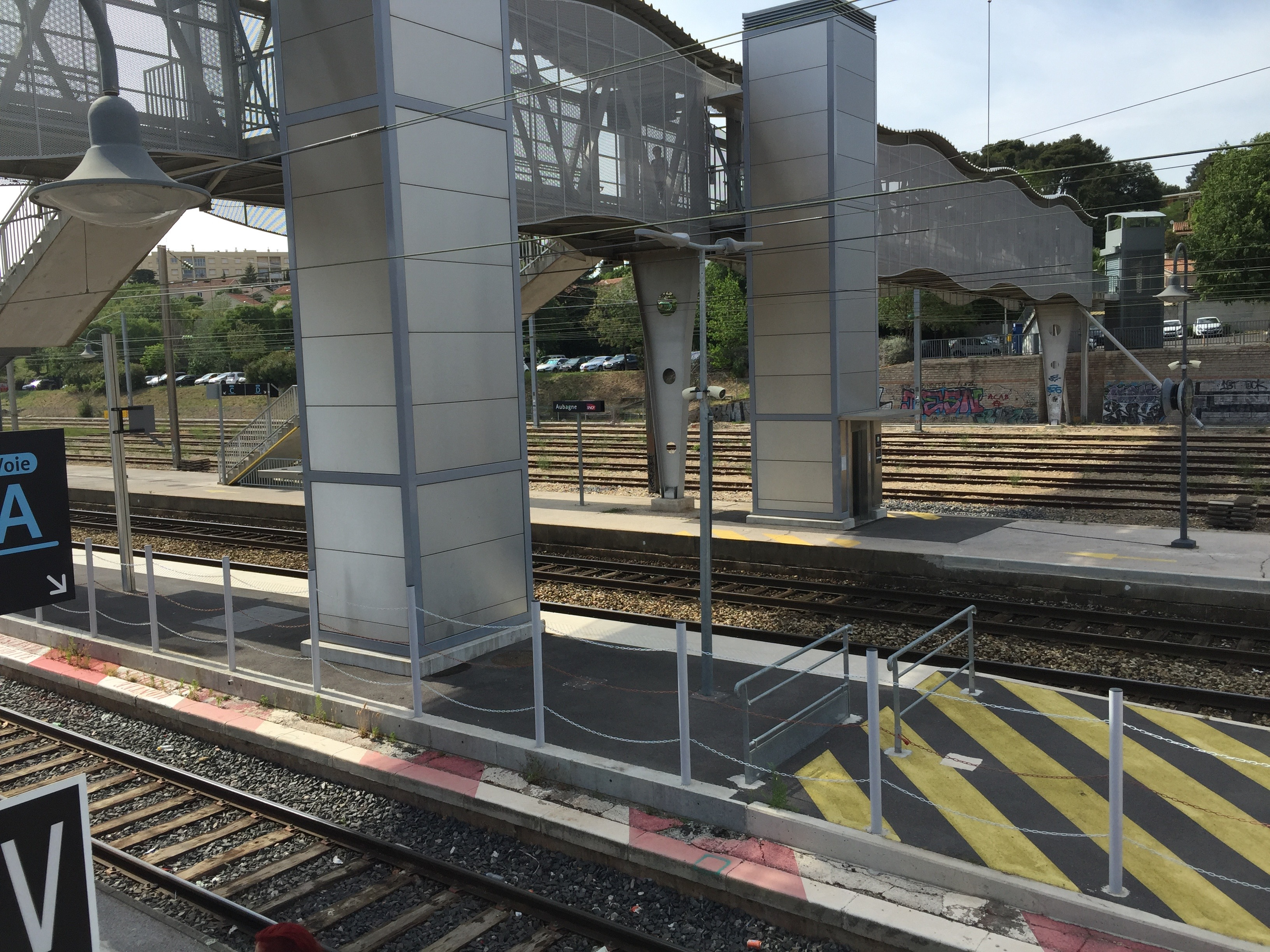
Passerelle de la gare
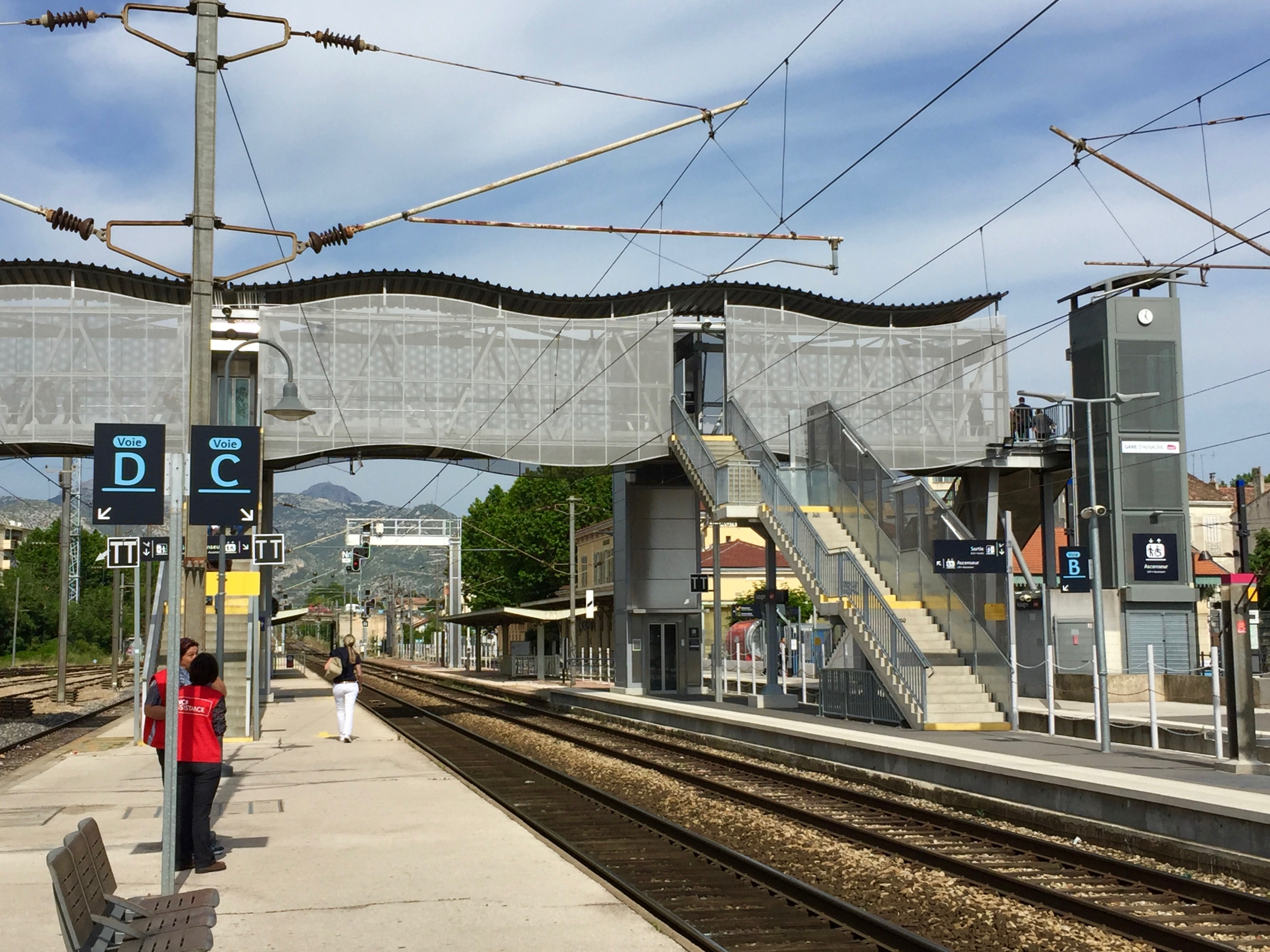
Passerelle de la gare
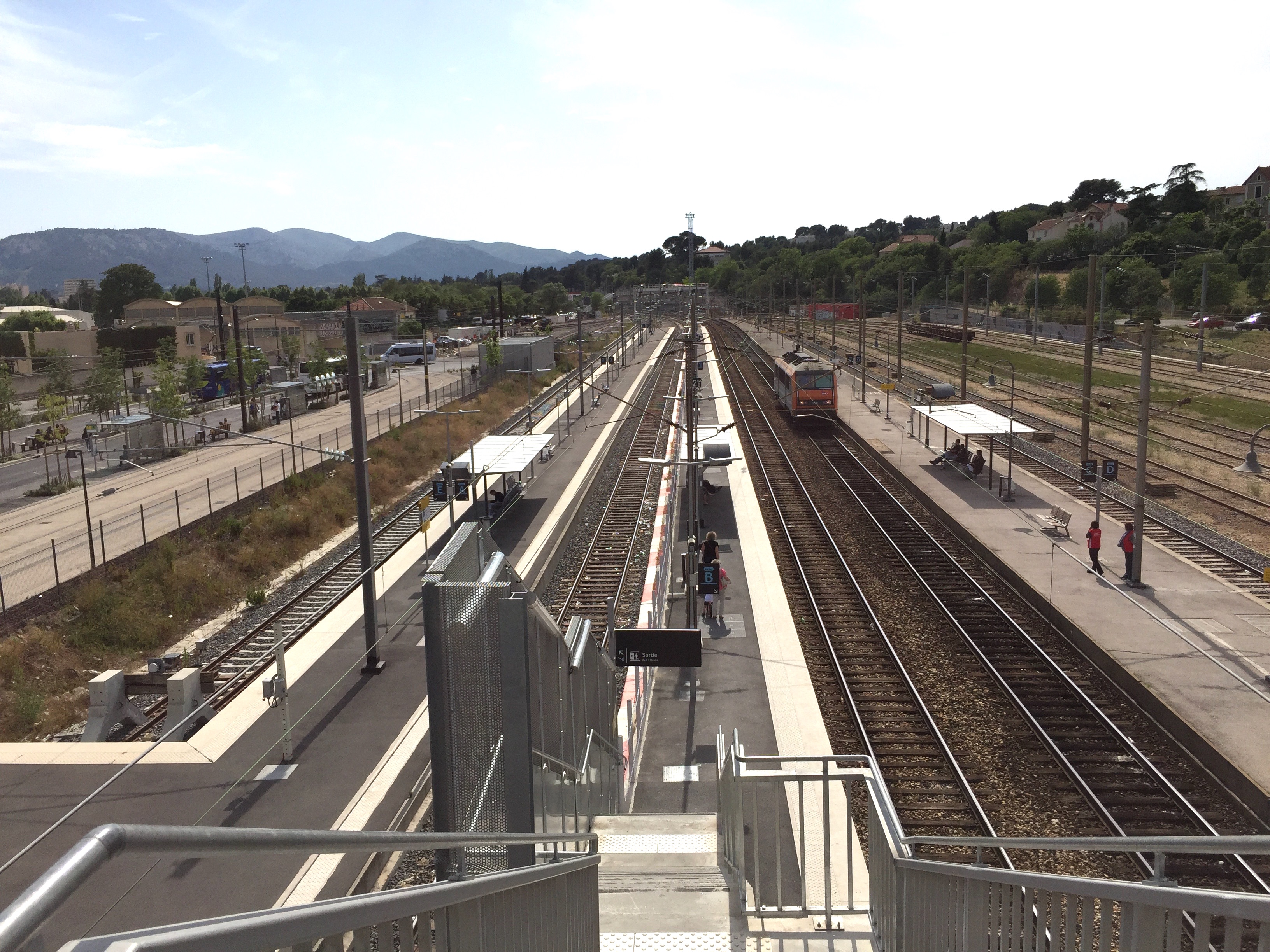
Vue des quais depuis la passerelle

### Desserte

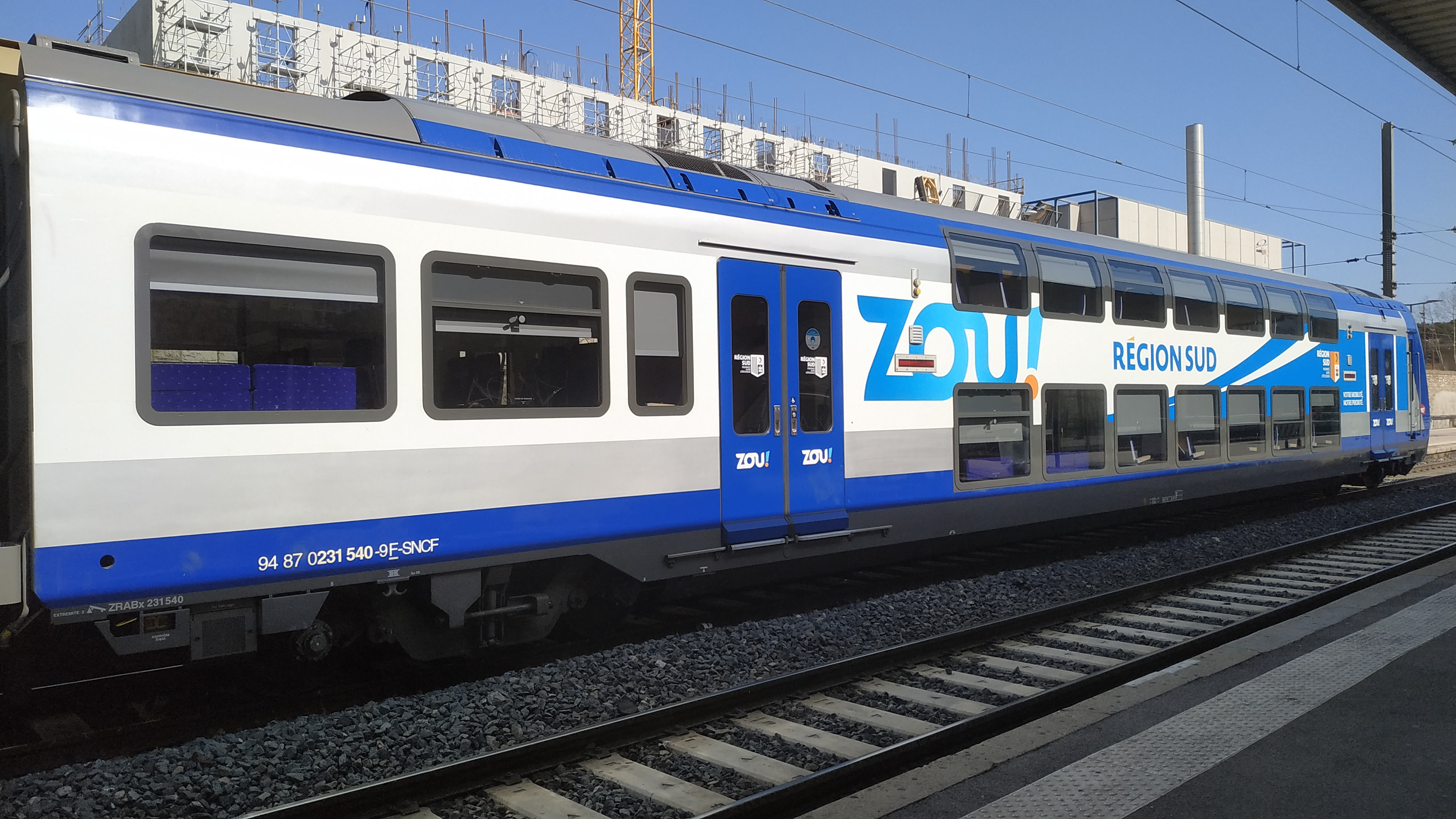
Une Z23500 en livrée zou sur la ligne Hyères-Marseille.

Aubagne est desservie par des trains TER Provence-Alpes-Côte d'Azur. Depuis l'ouverture de la 3e voie entre Marseille et Aubagne, la desserte de cette section est de deux types : directe de Marseille-Blancarde jusqu'à Aubagne, puis omnibus jusqu'à Toulon ou Hyères ; omnibus de Marseille-Saint-Charles à Aubagne (terminus), avec desserte de toutes les gares intermédiaires (Marseille-Blancarde, La Pomme, Saint-Marcel, La Barasse et La Penne-sur-Huveaune). Les circulations directes utilisent les deux voies d'origine de la section Marseille - Aubagne (avec les TGV, les Intercités et les trains de fret) tandis que les circulations omnibus utilisent la 3e voie avec croisement à la Barasse.

### Intermodalité

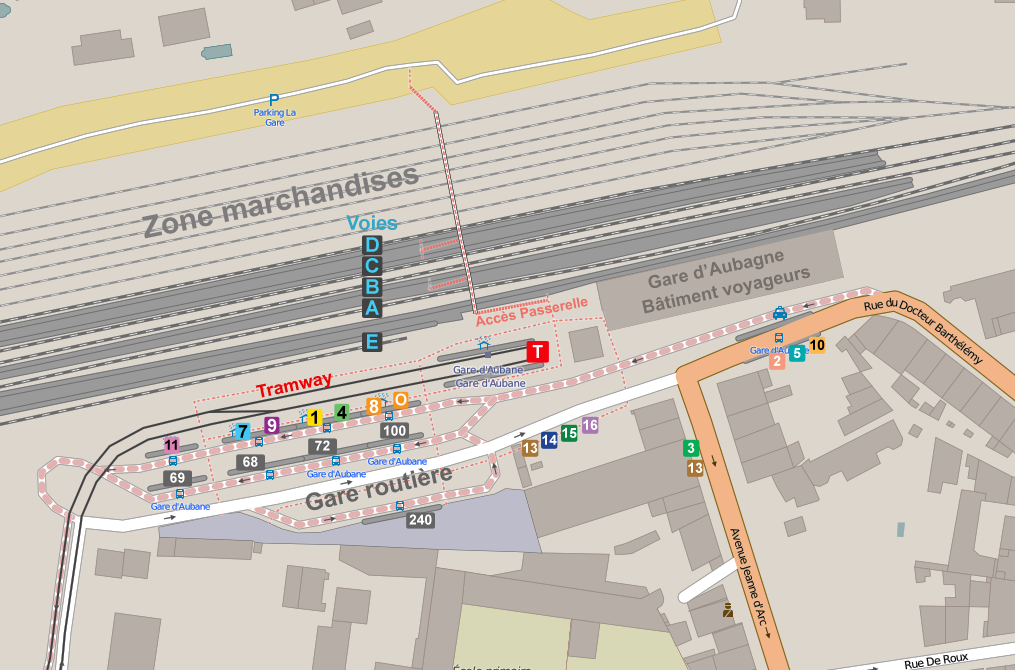
Plan de la gare routière.

Un parking pour les véhicules est situé au nord de la gare, de l'autre côté des voies et est relié à la gare par une passerelle. Une dépose-minute est également aménagé au niveau du parvis de la gare.
Le pôle d'échange multimodal est accolée à la gare SNCF. Il permet la correspondance avec les transports métropolitains de la Métropole Mobilité dont le tram, le bus  La Métropole Mobilité (Lignes de l’Agglo) (desserte d'Aubagne et des villes du Pays d'Aubagne et de l'Étoile) ainsi que des services  lecar et lecar +.
La gare sert de terminus au tramway d'Aubagne, aux bus à la demande de la zone 1 et aux lignes 1, 2, 4, 5, 7, 8, 9, 10, 11, 12,    
13, 14, et 16 de  La Métropole Mobilité (Lignes de l’Agglo). Elle est également desservie par la ligne 3 de ce même réseau.
La gare sert également de terminus aux lignes lecar et lecar + no 68 vers Cassis, 100 vers Marseille-Castellane (par autoroute) et 240 vers Marseille-La Fourragère (par l'ancienne RN 8). La gare est également desservie par les lignes 69 et 72 de ce même réseau vers La Ciotat et Aix-en-Provence.

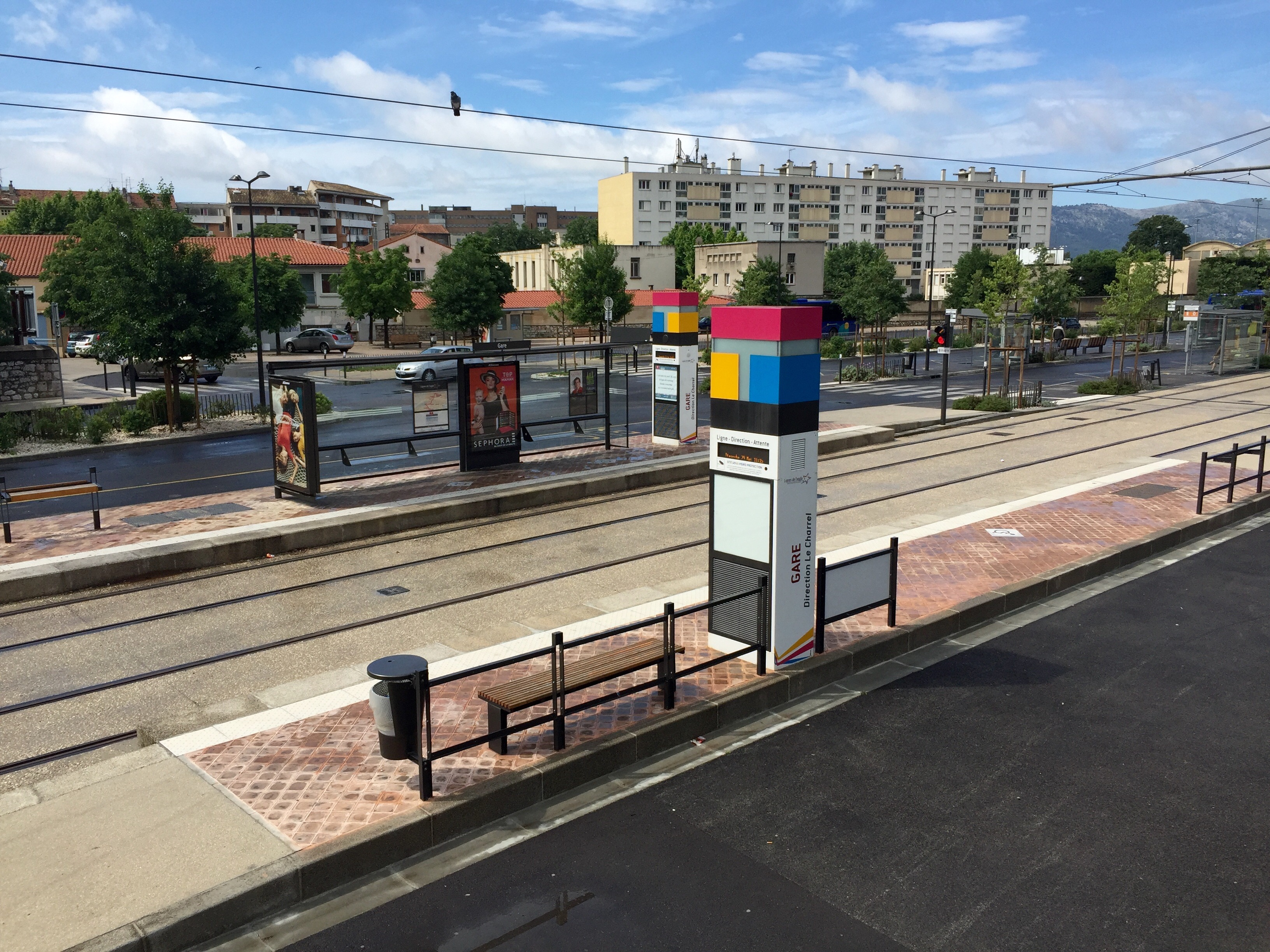
Station terminus "gare d'Aubagne" du tramway.
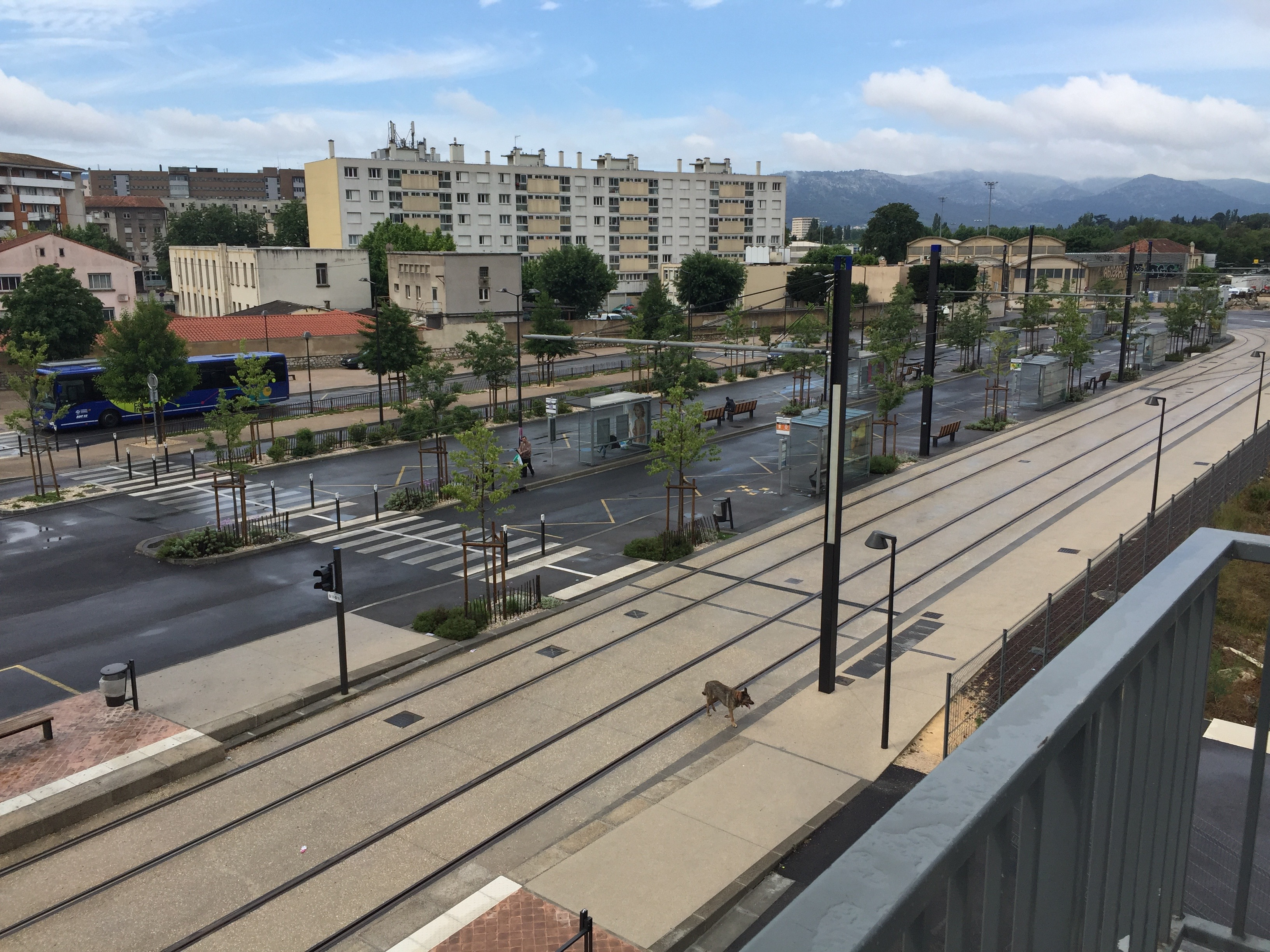
Pôle d'échange multimodal accolé à la gare.

## Galerie de photographies

### Après 2009

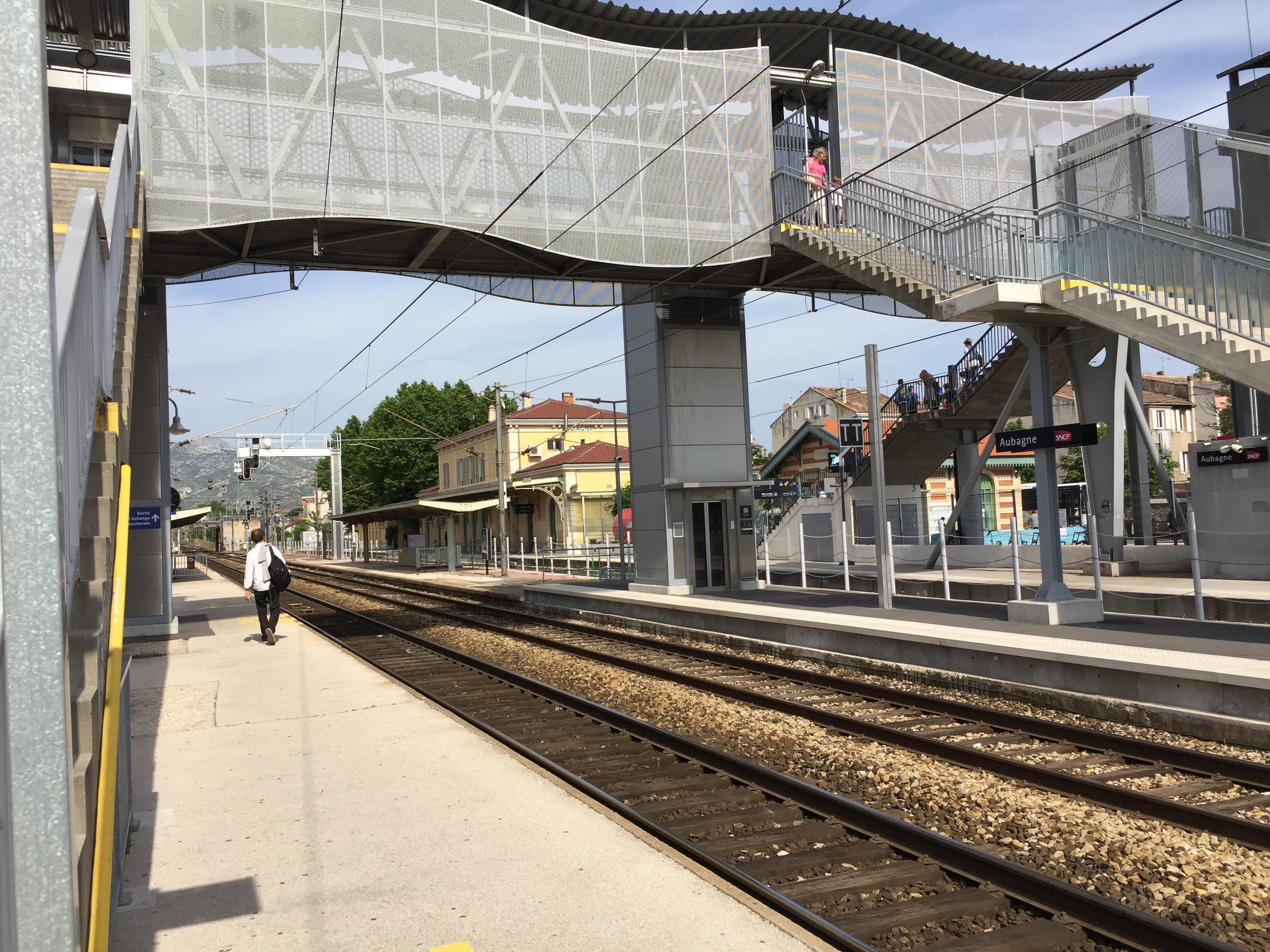
Passerelle et bâtiment voyageurs (2016)
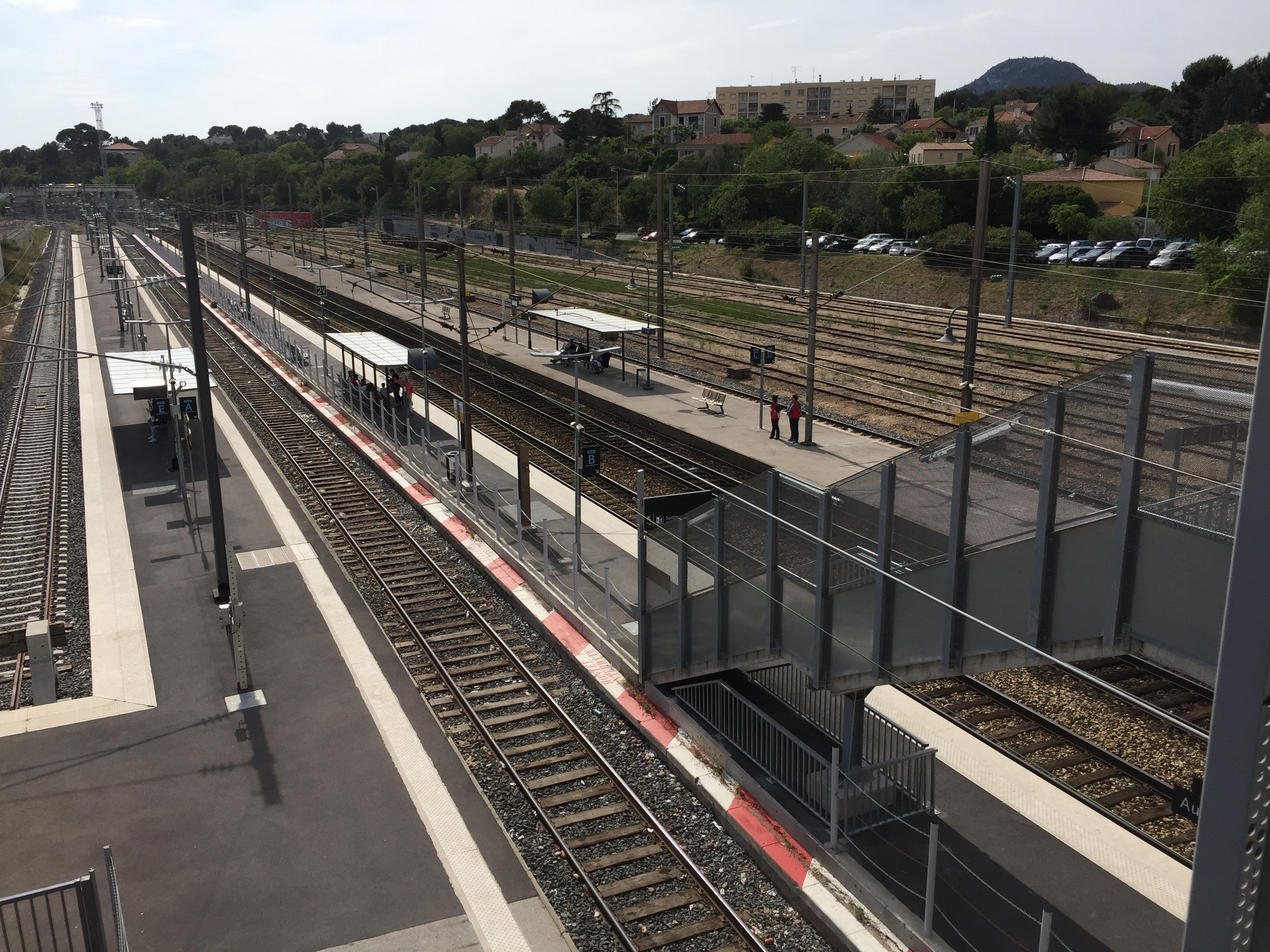
Voies vers Marseille (2016)
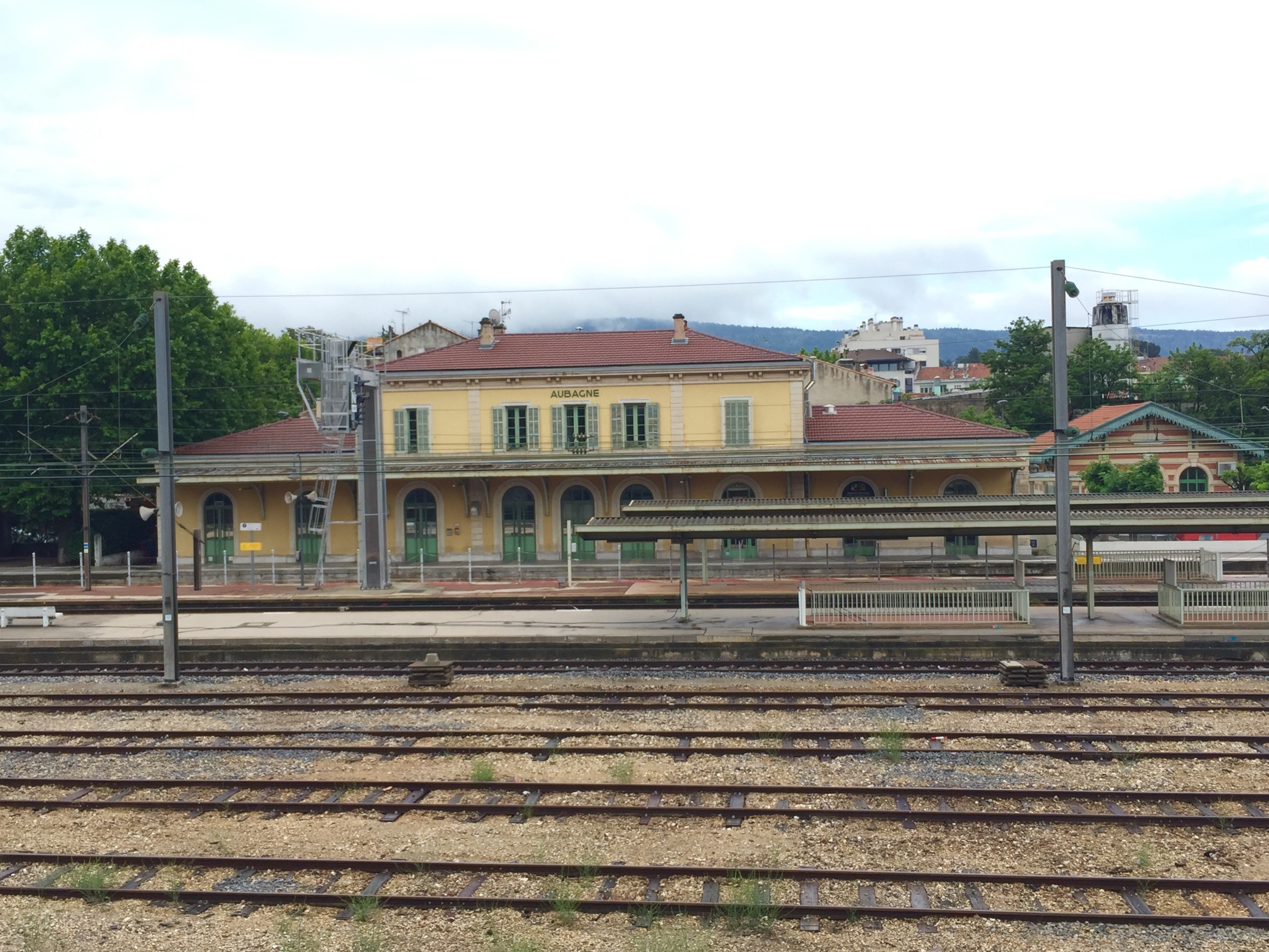
Bâtiment voyageurs vu depuis les voies fret (2016)
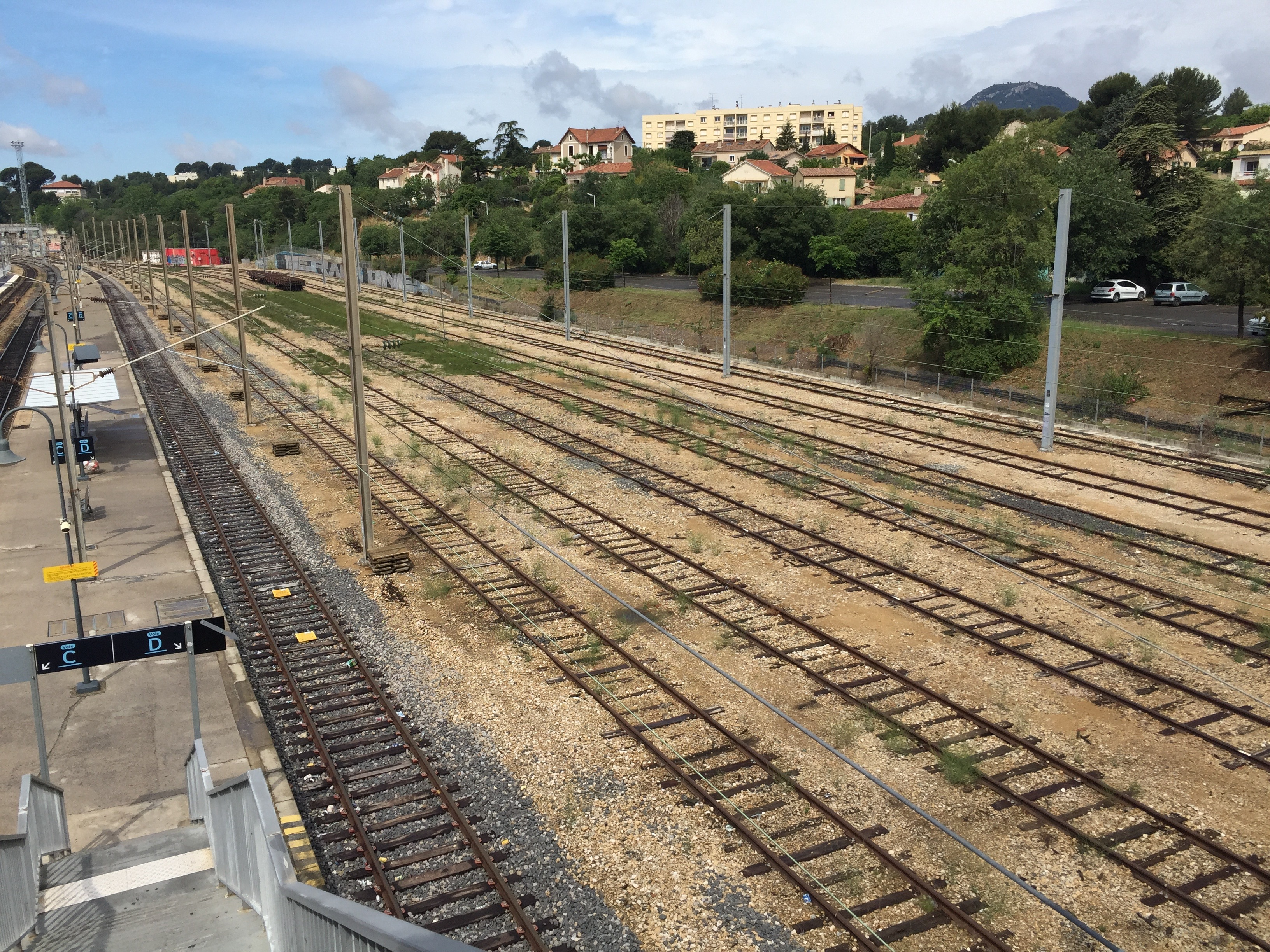
Voies de la zone marchandises (2016)
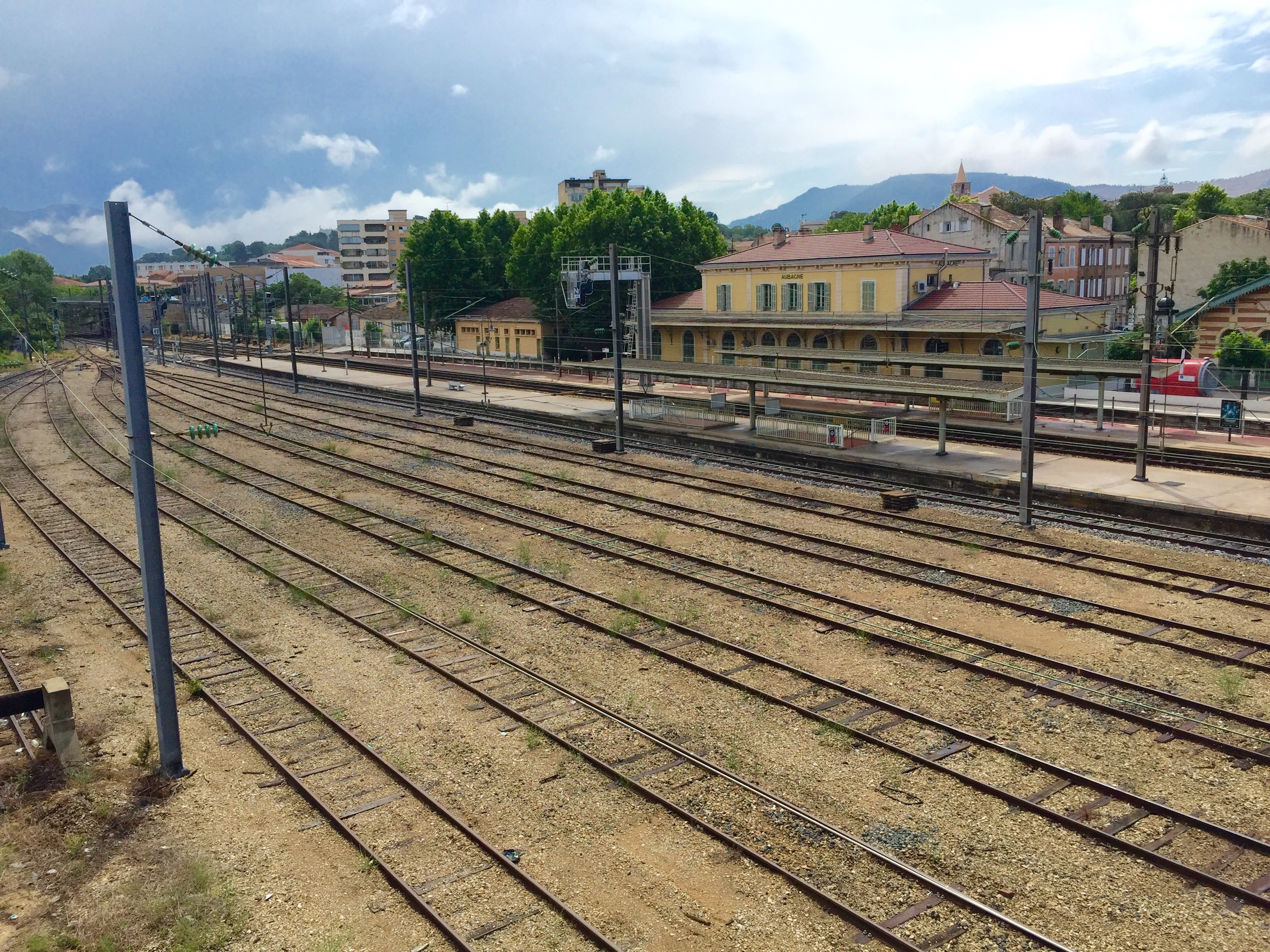
Voies de la zone marchandises (2016)

### Avant 2009

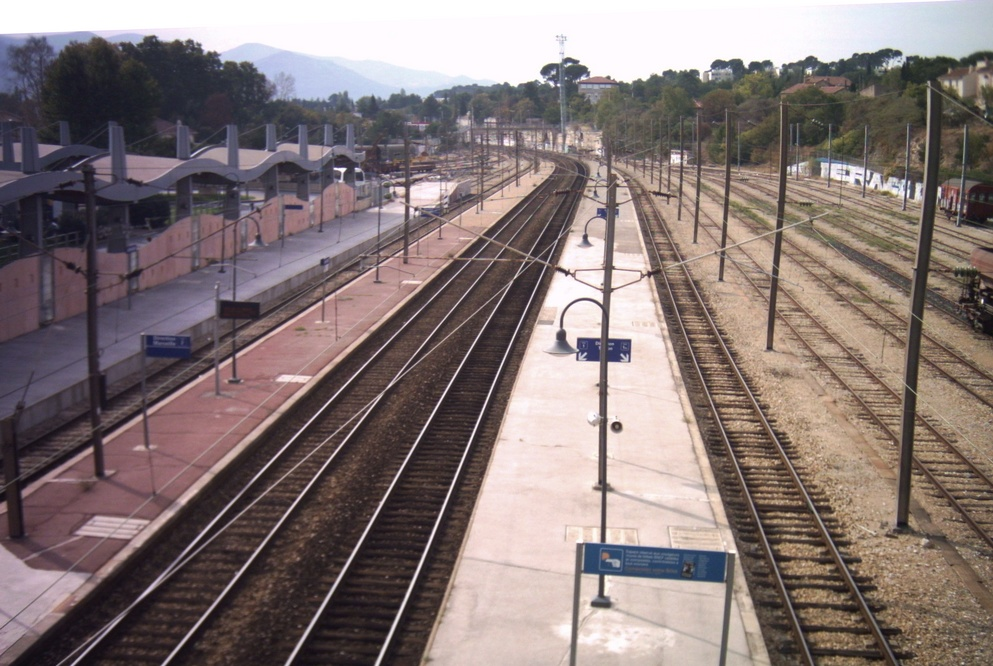
Voies vers Marseille (2007)
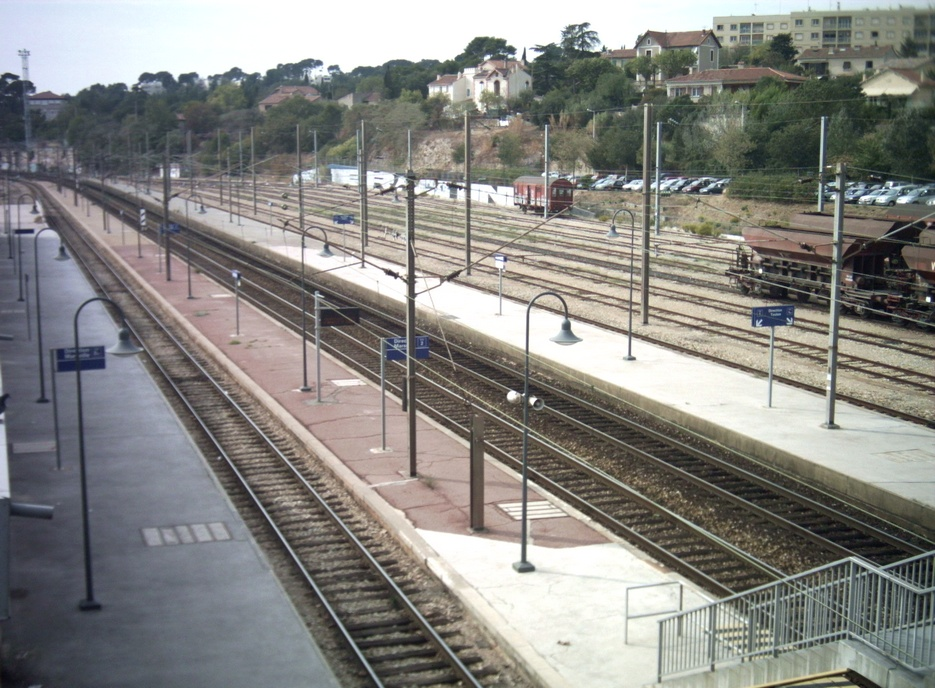
Voies vers Marseille (2007)
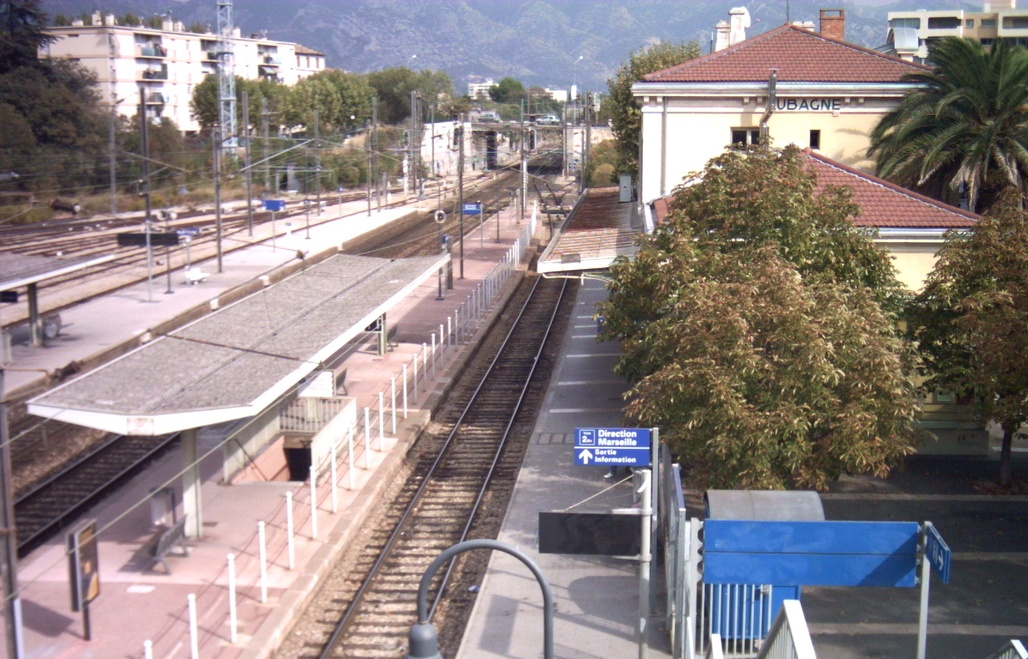
Voies vers Toulon (2007)
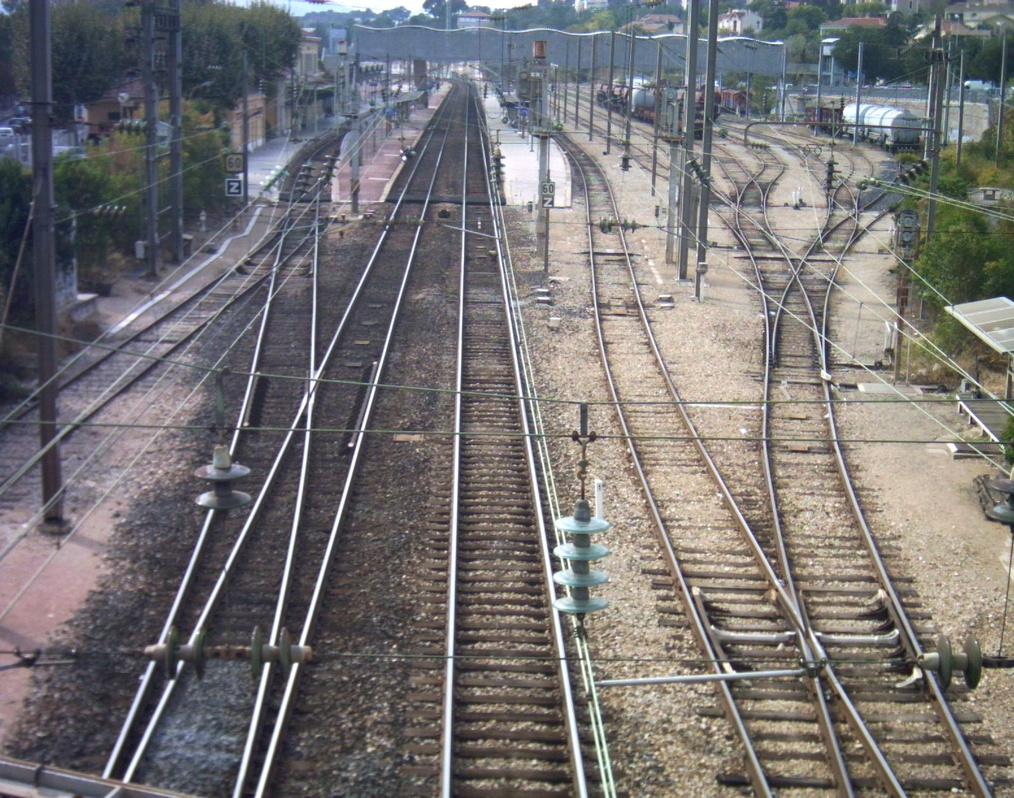
Vue d'ensemble (2007).
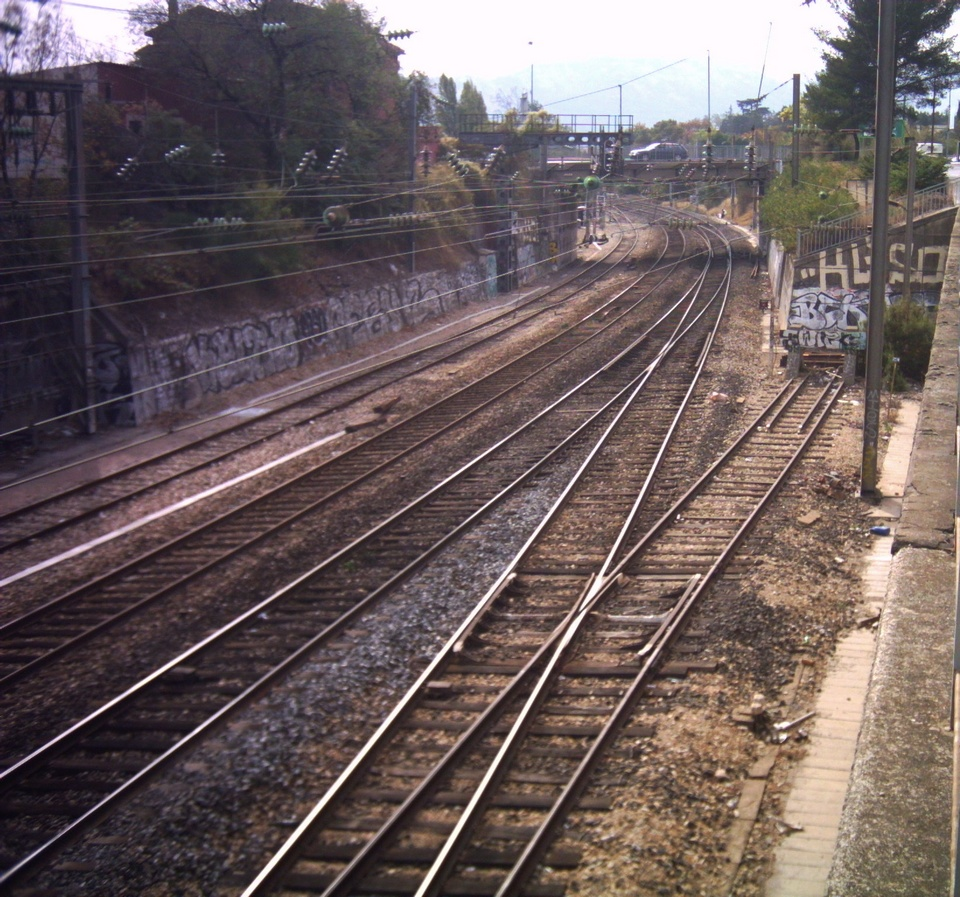
Voies de la gare (2007).
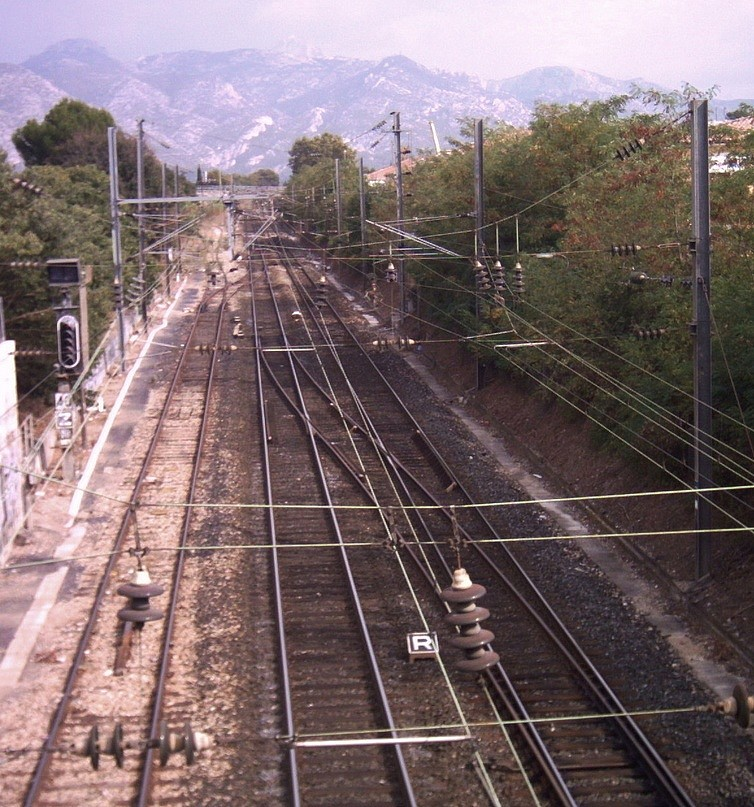
Sortie en direction de Toulon (2007).